# Ichneumon vafer
Ichneumon vafer là một loài tò vò trong họ Ichneumonidae.